# Brzezice (Mchowo)
Brzezice – przysiółek wsi Mchowo, położony w Polsce, w województwie mazowieckim, w powiecie przasnyskim, w gminie Przasnysz.
Przysiółek wchodzi w skład sołectwa Mchowo.
W latach 1975–1998 przysiółek administracyjnie należał do województwa ostrołęckiego.